# Hubert Weise (General, 1884)
Hubert Weise (* 22. Dezember 1884 in Erfurt; † 14. Februar 1950 in Bad Kohlgrub) war ein deutscher Generaloberst der Luftwaffe im Zweiten Weltkrieg.

## Leben
Weise trat am 27. September 1904 in das Mansfelder Feldartillerie-Regiment Nr. 75 der Preußischen Armee ein und avancierte am 27. Januar 1906 mit Patent vom Tag seines Diensteintritts zum Leutnant. Er absolvierte die Militärtechnische Akademie und stieg Mitte Juli 1913 zum Oberleutnant auf. Nach Ausbruch des Ersten Weltkriegs wurde er im September 1914 beim 1. Westfälischen Feldartillerie-Regiments Nr. 7 schwer verwundet und war für mehrere Monate nicht dienstfähig. Nach seiner Beförderung am 27. Januar 1915 zum Hauptmann war er in der Folgezeit als Batteriechef und Stabsoffizier im Einsatz. Für sein Wirken erhielt Weise neben beiden Klassen des Eisernen Kreuzes das Ritterkreuz I. Klasse des Albrechts-Ordens mit Schwertern sowie das Verwundetenabzeichen in Schwarz.
Nach Kriegsende schloss er sich zunächst einem Freikorps an, bevor er 1920 in die Reichswehr übernommen wurde. Dort war er bis Anfang 1927 Kompaniechef. Anschließend wechselte er in das Reichswehrministerium, wo er am 1. Juli 1927 zum Major befördert wurde. 1931 wurde er Oberstleutnant und Kommandeur der 3. Fahrabteilung, die unter seiner Führung bis 1934 in eine getarnte Flakabteilung umgewandelt wurde.
1934 wurde Weise Oberst und Chef des Stabes beim Inspekteur der Flakartillerie und des Luftschutzes, General Günther Rüdel, und trat mit diesem 1935 zur neugebildeten Luftwaffe über. Im Herbst des gleichen Jahres wurde er Befehlshaber der Flakartillerie im Luftgau II mit Ernennung zum Generalmajor im August 1936. Am 1. April 1938 wurde Weise zum Kommandierenden General im Luftgau III (Berlin) ernannt und zum Generalleutnant befördert.
Kurz nach Beginn des Zweiten Weltkrieges erhielt Weise im Oktober 1939 die Beförderung zum General der Flakartillerie und wechselte an die Spitze des I. Flakkorps. Dieses Korps nahm im Rahmen der Heeresgruppe A am Westfeldzug 1940 teil und erzielte dabei insbesondere bei der Sicherung der Maasübergänge gegen alliierte Bombenangriffe hohe Abschusszahlen. Weise wurde daher am 19. Juli (wie einige andere Kommandeure auch) über seine gegenwärtige Dienststellung hinaus zum Generaloberst befördert und erhielt am 24. Juni 1940 das Ritterkreuz des Eisernen Kreuzes.
Im Herbst 1940 übernahm Weise die Führung der Luftverteidigungskräfte der Reichshauptstadt. In einer Studie vom Januar 1941 regte er die Neuordnung der Luftverteidigung des Reiches unter einer zentralen Kommandobehörde an. Im März 1941 wurde Weise zum Luftwaffenbefehlshaber Mitte mit den Befugnissen eines Luftflottenbefehlshabers ernannt, der für die Luftverteidigung des Reichsgebietes einschließlich Dänemarks verantwortlich war. Im Gefolge der zunehmenden alliierten Bomberoffensive geriet er schließlich in die Kritik und wurde im Januar 1944 unter Verleihung des Deutschen Kreuzes in Gold durch Hans-Jürgen Stumpff abgelöst. Den Rest des Krieges verbrachte er in einer Anzahl nichtssagender Sonderverwendungen oder hielt sich zur Verfügung Hermann Görings. Vom 16. Mai 1945 bis Juli 1947 war er in alliierter Kriegsgefangenschaft.